# Masdevallia abbreviata
Masdevallia abbreviata är en orkidéart som beskrevs av Heinrich Gustav Reichenbach. Masdevallia abbreviata ingår i släktet Masdevallia och familjen orkidéer. Inga underarter finns listade i Catalogue of Life.